# Dušan Kraigher
Dušan Kraigher – Jug [krájger], slovenski pravnik in narodni heroj, * 8. februar 1908, Sveta Trojica v Slovenskih goricah, † 15. junij 1943, Dobrovlje.

## Življenjepis
Njegov oče je bil Alojz Kraigher, slovenski pisatelj in zdravnik, brata pa Boris Kraigher in Uroš Kraigher.
Leta 1932 je promoviral na Pravni fakulteti v Ljubljani in se kot odvetniški pripravnik zaposlil v Celju. Leta 1937 je bil sprejet v KPS in leto pozneje imenovan za člana OK KPS Celje. Povezoval je organizacije KP z društvi različnih političnih smeri in delavsko-kmečkim gibanjem.
Leta 1940 je zaradi pričakovane aretacije odšel v ilegalo – bil je organizator ilegalnih tiskarn.
Od marca 1942 je deloval kot član kolegija Vosa. Julija 1942 ga je vodstvo NOB poslalo na Dolenjsko, od tam pa oktobra na Štajersko kot člana PK KPS za Štajersko in namestnika političnega komisarja 4. operativne cone. Padel je pri napadu nemške policijske enote na štab cone.

## Vir
- Enciklopedija Slovenije, 5. zvezek, str. 358, Mladinska knjiga, Ljubljana, 1991 (COBISS)